# Sergej Koed-Svertsjkov
Sergej Vladimirovitsj Koed-Svertsjkov (Russisch: Сергей Владимирович Кудь-Сверчков) (Bajkonoer, 23 augustus 1983) is een Kazachs-Russisch ruimtevaarder. In 2020 ging hij voor het eerst de ruimte in met een missie naar het Internationaal ruimtestation ISS.
Op 28 april 2010 werd Koed-Svertsjkov geselecteerd om te trainen als astronaut bij het Kosmonautentrainingscentrum Joeri Gagarin. Hij voltooide zijn training in augustus 2012. Van augustus 2006 tot aan het begin van zijn training in 2010 werkte hij als ingenieur bij de Russische fabrikant van raketten Raketnokosmitsjeskaja Korporatsija Energia.
Koed-Svertsjkov zijn eerste ruimtevlucht Sojoez MS-17 vond plaats in oktober 2020. Hij verbleef 6 maanden aan boord van het Internationaal ruimtestation ISS voor ISS-Expeditie 63 en ISS-Expeditie 64.